# Nintendo: White Knuckle Scorin'
Nintendo: White Knuckle Scorin' es un álbum de recopilación autorizado por Nintendo y publicado por MCA Records en 1991. Esta dedicado en memoria de Bobby Brooks, un agente de talentos quién murió en el accidente de helicóptero de 1990 que también había matado a Stevie Ray Vaughan. El propósito declarado de la recopilación era para promover la alfabetización entre los niños (una de las causas favoritas de Brooks) y "tantear el mercado juvenil de Nintendo" (él fue descrito como fan de Nintendo). La mayoría de los artistas presentados en este álbum habían empleado a Brooks en alguna capacidad.
Un folleto incluido con el CD presentó una historia de cómic basada muy libremente en el videojuego Super Mario World de Super Nintendo. A pesar de estas conexiones, sólo una de las pistas musicales del álbum hace referencia a la franquicia Super Mario, "Ignorance Is Bliss", interpretada por la banda Jellyfish de power pop, quienes fueron consultados si querrían contribuir al álbum. Su líder Andy Sturmer modeló la letra de esa canción en base al cómic antes mencionado, que representa el resentimiento del personaje King Bowser  contra la alfabetización. También incluida en el álbum estuvo una canción anteriormente inédita, "I Drove All Night", grabada por el fallecido Roy Orbison.

## Trasfondo
Según un informe contemporáneo por Los Angeles Times, White Knuckle Scorin' estuvo dedicado al agente de contratación y "jugador de Nintendo" Bobby Brooks, quién murió en el accidente de helicóptero que también había matado a Stevie Ray Vaughan en 1990. El informe dice que el "Presidente de MCA Al Teller había estado pensado durante mucho tiempo sobre hacer un álbum para tantear el mercado juvenil de Nintendo (él mismo es un as de Nintendo) y decidió combinar aquella idea con un tributo a Brooks, quién era ampliamente admirado en la industria. Algunas ganancias del álbum irán para empezar una fundación para beneficiar una causa favorita de Brooks: alfabetización".
Brooks era el agente de muchos de los otros artistas quiénes aparecen en el álbum: Roy Orbison, Crosby Stills & Nash, Dire Straits, Flesh for Lulu y Sheena Easton. La recopilación marcaba el debut de "I Drove All Night", la primera canción nueva de Orbison (quién falleció en 1988) desde la liberación de su último álbum Mystery Girl (1989). En el artículo de Los Angeles Times, su viuda Barbara Orbison dijo: "Yo sé sobre la obsesión que algunos niños tienen con estos juegos. Pero este proyecto ayudará a niños con problemas de alfabetización y quizás incluso le llegue a niños que están jugando demasiado a Nintendo."

## "Ignorance Is Bliss"
Un folleto incluido con el CD presentó una historia de cómic que estaba basada muy libremente en el videojuego Super Mario World. Refleja el objetivo declarado de la recopilación: la Princesa Toadstool ayuda a Yoshi y los Koopalings para que aprendan a leer, aunque, para disgusto King Bowser, quién remarca persistentemente que "ignorance is bliss" (español: la ignorancia es una dicha). En varios puntos, los personajes pausan a mitad del panel y anuncian "SONG CUE" (español: apunte de canción) para aconsejar al lector para escuchar una pista musical especifica en el CD. Aun así, sólo la pista musical inicial, "Ignorance Is Bliss", hace referencia a cualquier aspecto del cómic o franquicias de Nintendo.
"Ignorance Is Bliss" estuvo escrita por el líder del grupo musical Jellyfish, Andy Sturmer, y su por entonces novia, Sarah Wirt, mientras el grupo hacía su segundo álbum Spilt Milk (1993). En las notas liner de la recopilación Fan Club de 2002, Sturmer describió la canción como una "mini ópera" que fue "muy divertida de escribir". Cuando se le preguntó sobre la canción en una entrevista de 2017, el compañero de banda Roger Manning señaló que el grupo había sido consultado para contribuir con una canción a la recopilación, y que la intención original del álbum era enfocarse en varios personajes de Nintendo. Dijo que, a pesar de que la banda no tenía ningún interés particular en videojuegos, "Andy se aseguró él mismo de que las letras fueran relevantes. Le encantó el desafío de crear unas letras que se expandieran sobre la línea argumental y personajes de aquel álbum de Nintendo."

## Recepción
Reseñando el álbum para Chicago Tribune, Mark Caro escribió que era "una recopilación extraña bajo la pancarta de productos vinculados. Las diez canciones incluidas todas aparentemente aparecen en videojuegos de Nintendo [sic], aunque no comparten mucho más en común. ... Sólo la pista inicial, 'Ignorance Is Bliss' de Jellyfish, captura el hiperimpulso caricaturesco alocado que parece acorde para una banda sonora como esta".